# 西経79度線
西経79度線（せいけい79どせん）は、本初子午線面から西へ79度の角度を成す経線である。北極点から北極海、北アメリカ、カリブ海、中央アメリカ、南アメリカ、太平洋、南極海、南極大陸を通過して南極点までを結ぶ。
西経79度線は、東経101度線と共に大円を形成する。

## 通過する地域一覧
西経79度線は、北極点から南極点まで南に向かって以下の場所を通っている。
| 地理座標                                             | 国土・領土・領海         | 備考 |
| ---------------------------------------------------- | ------------------------ | --- |
| 北緯90度0分 西経79度0分 / 北緯90.000度 西経79.000度  | 北極海                   | |
| 北緯82度52分 西経79度0分 / 北緯82.867度 西経79.000度 | カナダ                   | ヌナブト準州 — エルズミーア島 |
| 北緯76度25分 西経79度0分 / 北緯76.417度 西経79.000度 | グレイシア海峡（英語版） | |
| 北緯76度7分 西経79度0分 / 北緯76.117度 西経79.000度  | カナダ                   | ヌナブト準州 — コバーグ島（英語版） |
| 北緯75度50分 西経79度0分 / 北緯75.833度 西経79.000度 | バフィン湾               | |
| 北緯73度38分 西経79度0分 / 北緯73.633度 西経79.000度 | カナダ                   | ヌナブト準州 — バイロト島 |
| 北緯72度46分 西経79度0分 / 北緯72.767度 西経79.000度 | イクリプス海峡（英語版） | |
| 北緯72度26分 西経79度0分 / 北緯72.433度 西経79.000度 | カナダ                   | ヌナブト準州 — エマーソン島（英語版）、フレシェット島（英語版）、バフィン島 |
| 北緯69度53分 西経79度0分 / 北緯69.883度 西経79.000度 | フォックス湾             | コッホ島（英語版）（ カナダ・ヌナブト準州、北緯69度29分 西経78度51分 / 北緯69.483度 西経78.850度）の西を通過 |
| 北緯69度7分 西経79度0分 / 北緯69.117度 西経79.000度  | カナダ                   | ヌナブト準州 — ローリー島（英語版） |
| 北緯68度54分 西経79度0分 / 北緯68.900度 西経79.000度 | フォックス湾             | 北スパイサー島（英語版）（ カナダ・ヌナブト準州、北緯68度29分 西経78度57分 / 北緯68.483度 西経78.950度）の西を通過 |
| 北緯68度22分 西経79度0分 / 北緯68.367度 西経79.000度 | カナダ                   | ヌナブト準州 — 南スパイサー島（英語版） |
| 北緯68度11分 西経79度0分 / 北緯68.183度 西経79.000度 | フォックス湾             | |
| 北緯65度30分 西経79度0分 / 北緯65.500度 西経79.000度 | フォックス海峡（英語版） | |
| 北緯62度42分 西経79度0分 / 北緯62.700度 西経79.000度 | ハドソン湾               | エルシー島（英語版）（ カナダ・ヌナブト準州、北緯58度51分 西経78度58分 / 北緯58.850度 西経78.967度）の西を通過 |
| 北緯56度25分 西経79度0分 / 北緯56.417度 西経79.000度 | カナダ                   | ヌナブト準州 — フラハーティー島（英語版）、Innetalling島 |
| 北緯55度59分 西経79度0分 / 北緯55.983度 西経79.000度 | ハドソン湾               | ロング島（英語版）（ カナダ・ヌナブト準州、北緯54度56分 西経79度1分 / 北緯54.933度 西経79.017度）の東を通過 |
| 北緯54度50分 西経79度0分 / 北緯54.833度 西経79.000度 | カナダ                   | ケベック州 |
| 北緯53度24分 西経79度0分 / 北緯53.400度 西経79.000度 | ジェームズ湾             | |
| 北緯51度47分 西経79度0分 / 北緯51.783度 西経79.000度 | カナダ                   | ケベック州 オンタリオ州（北緯46度35分 西経79度0分 / 北緯46.583度 西経79.000度から） |
| 北緯43度49分 西経79度0分 / 北緯43.817度 西経79.000度 | オンタリオ湖             | |
| 北緯43度16分 西経79度0分 / 北緯43.267度 西経79.000度 | アメリカ合衆国           | ニューヨーク州 — ナイアガラの滝（北緯43度5分 西経79度4分 / 北緯43.083度 西経79.067度）の東を通過 |
| 北緯42度58分 西経79度0分 / 北緯42.967度 西経79.000度 | カナダ                   | オンタリオ州 |
| 北緯42度52分 西経79度0分 / 北緯42.867度 西経79.000度 | エリー湖                 | |
| 北緯42度42分 西経79度0分 / 北緯42.700度 西経79.000度 | アメリカ合衆国           | ニューヨーク州 ペンシルバニア州（北緯42度0分 西経79度0分 / 北緯42.000度 西経79.000度から） メリーランド州（北緯39度43分 西経79度0分 / 北緯39.717度 西経79.000度から） ウェストバージニア州（北緯39度27分 西経79度0分 / 北緯39.450度 西経79.000度から） バージニア州（北緯38度49分 西経79度0分 / 北緯38.817度 西経79.000度から） ノースカロライナ州（北緯36度32分 西経79度0分 / 北緯36.533度 西経79.000度から） サウスカロライナ州（北緯34度14分 西経79度0分 / 北緯34.233度 西経79.000度から） |
| 北緯33度34分 西経79度0分 / 北緯33.567度 西経79.000度 | 大西洋                   | グランド・バハマ島（ バハマ、北緯26度41分 西経79度0分 / 北緯26.683度 西経79.000度）の西を通過 |
| 北緯22度40分 西経79度0分 / 北緯22.667度 西経79.000度 | キューバ                 | カヨ・サンタ・マリア（英語版）、本土 |
| 北緯21度36分 西経79度0分 / 北緯21.600度 西経79.000度 | カリブ海                 | |
| 北緯20度53分 西経79度0分 / 北緯20.883度 西経79.000度 | キューバ                 | Doce Leguas Cays |
| 北緯20度51分 西経79度0分 / 北緯20.850度 西経79.000度 | カリブ海                 | |
| 北緯9度34分 西経79度0分 / 北緯9.567度 西経79.000度   | パナマ                   | |
| 北緯8度57分 西経79度0分 / 北緯8.950度 西経79.000度   | 太平洋                   | パナマ湾 |
| 北緯8度28分 西経79度0分 / 北緯8.467度 西経79.000度   | パナマ                   | パール島（英語版） |
| 北緯8度27分 西経79度0分 / 北緯8.450度 西経79.000度   | 太平洋                   | |
| 北緯1度41分 西経79度0分 / 北緯1.683度 西経79.000度   | コロンビア               | 最西端地点 |
| 北緯1度35分 西経79度0分 / 北緯1.583度 西経79.000度   | 太平洋                   | Ancón de Sardinas Bay |
| 北緯1度14分 西経79度0分 / 北緯1.233度 西経79.000度   | エクアドル               | |
| 南緯4度59分 西経79度0分 / 南緯4.983度 西経79.000度   | ペルー                   | |
| 南緯8度13分 西経79度0分 / 南緯8.217度 西経79.000度   | 太平洋                   | |
| 南緯33度40分 西経79度0分 / 南緯33.667度 西経79.000度 | チリ                     | ロビンソン・クルーソー島、サンタ・クララ島（英語版） |
| 南緯33度42分 西経79度0分 / 南緯33.700度 西経79.000度 | 太平洋                   | |
| 南緯60度0分 西経79度0分 / 南緯60.000度 西経79.000度  | 南極海                   | |
| 南緯72度57分 西経79度0分 / 南緯72.950度 西経79.000度 | 南極大陸                 | チリ（チリ領南極）と イギリス (イギリス領南極地域)が領有権を主張 |